# 钟村街道
钟村街道是中国广东省广州市番禺区下辖的一个街道，位于番禺区西北部。辖区总面积25平方公里，下辖6个社区8个行政村，常住人口约25万人，户籍人口约8万人。2017年国内生产总值112亿元人民币。

## 名称由来
南宋末年，由钟姓人在此建村，故名钟村。

## 历史变迁
原隶属钟村镇。2009年钟村撤镇改为石壁街和钟村街。

## 行政规划
- 社区：祈福新邨社区、南国奥园社区、锦绣社区、钟村社区、骏新社区、缤纷汇社区
- 行政村：钟一、钟二、钟三、钟四、胜石、诜敦、汉溪、谢村

## 著名景点
- 大夫山森林公园
- 长隆酒店
- 长隆欢乐世界
- 长隆水上乐园
- 长隆国际大马戏

## 大型楼盘
- 祈福新邨
- 南国奥林匹克花园
- 锦绣香江
- 锦绣生态园
- 金山谷花園

## 交通

### 道路
- 105国道
- 新光快速路
- 番禺大道
- 东新高速公路

### 地铁
- 广州地铁3号线-汉溪长隆站
- 广州地铁7号线-汉溪长隆站、钟村站、謝村站
- 广州地铁22号线-市广路站